# Mentzelia argillosa
Mentzelia argillosa là một loài thực vật có hoa trong họ Loasaceae. Loài này được J. Darl. mô tả khoa học đầu tiên năm 1934.